# Fanny Cagnard
Pour les articles homonymes, voir Cagnard.
Fanny Cagnard, née le 17 mars 1981 à Amiens en Picardie, est une patineuse artistique et entraîneur française.

## Biographie

### Carrière sportive
Fanny Cagnard est formée au club de patinage artistique d'Amiens par son entraîneur Patrice Macrez. Elle est 4e aux championnats de France 1996 à Albertville, derrière ses compatriotes Surya Bonaly, Véronique Fleury et Malika Tahir.
Elle représente la France à trois mondiaux juniors (1996 à Brisbane, 1997 à Séoul et 1998 à Saint-Jean). Elle participe également à un Trophée de France et deux Skate America. Elle n'est jamais sélectionnée par la fédération française des sports de glace pour participer aux championnats européens, aux mondiaux seniors et aux Jeux olympiques d'hiver.
Elle quitte les compétitions sportives de haut-niveau en 1998.

### Reconversion
Fanny Cagnard se dirige vers une carrière d'entraîneur de patinage à Amiens.

## Palmarès
| Compétition                   | 1996    | 1997    | 1998    |  |  |  |  |  |  |  |  |  |  |  |
| Jeux olympiques d'hiver       |         |         |         |  |  |  |  |  |  |  |  |  |  |  |
| Championnats du monde         |         |         |         |  |  |  |  |  |  |  |  |  |  |  |
| Championnats d’Europe         |         |         |         |  |  |  |  |  |  |  |  |  |  |  |
| Championnats de France        | 4e      | 5e      | 5e      |  |  |  |  |  |  |  |  |  |  |  |
| Championnats du monde juniors | 16e     | 10e     | 9e      |  |  |  |  |  |  |  |  |  |  |  |
|                               |         |         |         |  |  |  |  |  |  |  |  |  |  |  |
| Autres Compétitions           | 1995/96 | 1996/97 | 1997/98 |  |  |  |  |  |  |  |  |  |  |  |
| Skate America                 |         | 11e     | 8e      |  |  |  |  |  |  |  |  |  |  |  |
| Trophée de France             |         |         | 7e      |  |  |  |  |  |  |  |  |  |  |  |
|                               |         |         |         |  |  |  |  |  |  |  |  |  |  |  |